# Детки в клетке (рассказ Стивена Кинга)
«Детки в клетке» (англ. Suffer the Little Children, дословно: «Страдания маленьких детей») — рассказ американского писателя Стивена Кинга в жанре ужасов. Был опубликован в 1972 году в журнале «Cavalier», в 1993 году вошёл в состав сборника «Ночные кошмары и фантастические видения».
При написании рассказа Кинг вдохновлялся творчеством Рэя Брэдбери, что впоследствии было отмечено другими писателями.

## Сюжет
Главная героиня — Эмили Сидли, пожилая учительница третьего класса. Во время урока правописания у неё возникает неприятное ощущение, что один из её учеников пристально смотрит на неё. Она оборачивается и видит, что на неё смотрит Роберт, самый тихий ученик в классе. В конце следующей недели Мисс Сидли наказывает Роберта за свои подозрения, но Роберт насмехается над ней, спрашивает её, не хочет ли она увидеть, как он «меняется», и делает это (при этом в тексте не упоминается, произошло это «изменение» на самом деле или оно было плодом её воображения); после этого Сидли в ужасе выбегает из школы и её едва не сбивает автобус.
После инцидента Мисс Сидли берёт отпуск. Когда она возвращается в школу, Роберт на перемене говорит ей, что в школе появилось ещё больше монстров, выдающих себя за нормальных детей, и уточняет, что они полностью заменили настоящих детей, на которых они похожи.
После этого Мисс Сидли решает принять решительные меры. Она достаёт из ящика стола пистолет своего покойного брата и кладёт его к себе в сумочку. В тот же день в школе она отводит поочерёдно 12 своих учеников в комнату для тестирования с хорошей звукоизоляцией и застреливает каждого из них. Когда Мисс Сидли готовилась застрелить тринадцатого ученика, в комнату для тестирования заходит другая учительница (миссис Кроссен) и обезвреживает её.
Мисс Сидли была помещена в психиатрическую лечебницу в Огасте, где каждый день она проходит терапию с маленькими детьми. Однажды она чувствует страх, который довел её до убийств, и просит, чтобы её удалили из комнаты. Когда её уводят, некоторые из детей пристально наблюдают за ней, (здесь подразумевается, что они тоже монстры-двойники). Той ночью Мисс Сидли кончает жизнь самоубийством, а её бывший психиатр Бадди Дженкинс вскоре полностью сосредотачивается на детях.

## Переводы на русский язык
- Б. Любарцев («Не выношу маленьких детей»)
- И. Почиталин («Приведите маленьких детей»)
- В. Вебер («Детки в клетке»)

## Экранизации
- Короткометражный фильм режиссёра Александра Домогарова-младшего «Пустите детей», вышедшая в 2017 году[1][2].